# Marimbault
Marimbault (Mas Rimbaut en gascon) est une commune du Sud-Ouest de la France, située dans le département de la Gironde (région Nouvelle-Aquitaine).
Ses habitants sont appelés les Marimbalais.

## Géographie

Représentations cartographiques de la commune
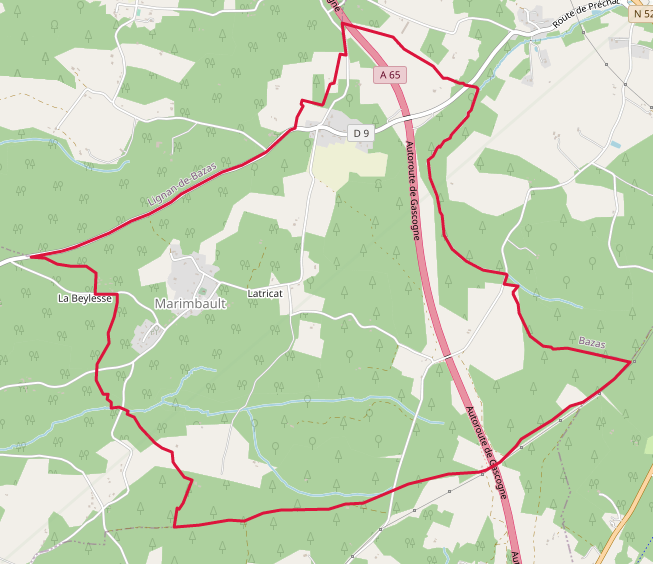
Carte OpenStreetMap.
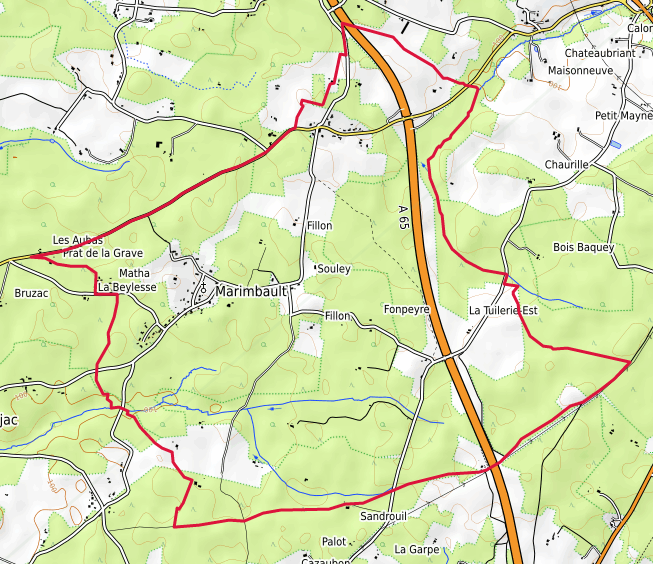
Carte topographique.

### Localisation
Située dans le Bazadais, la commune se trouve à 64 km au sud-sud-est de Bordeaux, chef-lieu du département, à 20 km au sud de Langon, chef-lieu d'arrondissement et à 7 km au sud-ouest de Bazas, ancien chef-lieu de canton.

### Communes limitrophes
Les communes limitrophes en sont Bazas au nord-est, Cudos à l'est sur environ 500 mètres, Bernos-Beaulac au sud, Pompéjac au sud-ouest et Lignan-de-Bazas au nord-ouest.
| Lignan-de-Bazas |                | Bazas |
|                 | Marimbault     | Cudos |
| Pompéjac        | Bernos-Beaulac |       |

### Climat
Pour des articles plus généraux, voir Climat de la Nouvelle-Aquitaine et Climat de la Gironde.
Historiquement, la commune est exposée à un climat océanique aquitain.  
En 2020, Météo-France publie une typologie des climats de la France métropolitaine dans laquelle la commune est exposée à un climat océanique et est dans la région climatique  Aquitaine, Gascogne, caractérisée par une pluviométrie abondante au printemps, modérée en automne, un faible ensoleillement au printemps, un été chaud (19,5 °C), des vents faibles, des brouillards fréquents en automne et en hiver et des orages fréquents en été (15 à 20 jours).
Pour la période 1971-2000, la température annuelle moyenne est de 13,1 °C, avec une amplitude thermique annuelle de 14,6 °C. Le cumul annuel moyen de précipitations est de 889 mm, avec 11,7 jours de précipitations en janvier et 7 jours en juillet. Pour la période 1991-2020, la température moyenne annuelle observée sur la station météorologique la plus proche, située sur la commune de Cazats à 8 km à vol d'oiseau, est de 13,7 °C et le cumul annuel moyen de précipitations est de 825,5 mm,. Pour l'avenir, les paramètres climatiques de la commune estimés pour 2050 selon différents scénarios d'émission de gaz à effet de serre sont consultables sur un site dédié publié par Météo-France en novembre 2022.

## Urbanisme

### Typologie
Au 1er janvier 2024, Marimbault est catégorisée commune rurale à habitat très dispersé, selon la nouvelle grille communale de densité à sept niveaux définie par l'Insee en 2022.
Elle est située hors unité urbaine. Par ailleurs la commune fait partie de l'aire d'attraction de Bazas, dont elle est une commune de la couronne,. Cette aire, qui regroupe 18 communes, est catégorisée dans les aires de moins de 50 000 habitants,.

### Voies de communication et transports
La principale voie de communication routière est la route départementale D9 qui traverse le nord du territoire communal et mène vers le nord-est à Bazas et vers le sud-ouest à Pompéjac et Préchac. Le bourg est desservi par une route communale qui rejoint Pompéjac au sud-ouest et cette D9 au nord-est.
L'accès à l'autoroute A62 (Bordeaux-Toulouse) le plus proche est celui de  3 Langon qui se situe à 20 km vers le nord.

L'accès  1 Bazas à l'autoroute A65 (Langon-Pau) se situe à 8 km vers le nord-nord-est. Cette autoroute traverse l'est du territoire communal.
La gare SNCF la plus proche est celle de Langon, sur la ligne Bordeaux - Sète du TER Nouvelle-Aquitaine, qui se situe à 21 km vers le nord.

### Risques majeurs
Le territoire de la commune de Marimbault est vulnérable à différents aléas naturels : météorologiques (tempête, orage, neige, grand froid, canicule ou sécheresse), inondations, feux de forêts, mouvements de terrains et séisme (sismicité très faible). Un site publié par le BRGM permet d'évaluer simplement et rapidement les risques d'un bien localisé soit par son adresse soit par le numéro de sa parcelle.
La commune a été reconnue en état de catastrophe naturelle au titre des dommages causés par les inondations et coulées de boue survenues en 1982, 1999, 2009 et 2013,.
Marimbault est exposée au risque de feu de forêt. Depuis le 20 avril 2016, les départements de la Gironde, des Landes et de Lot-et-Garonne disposent d’un règlement interdépartemental de protection de la forêt contre les incendies. Ce règlement vise à mieux prévenir les incendies de forêt, à faciliter les interventions des services et à limiter les conséquences, que ce soit par le débroussaillement, la limitation de l’apport du feu ou la réglementation des activités en forêt. Il définit en particulier cinq niveaux de vigilance croissants auxquels sont associés différentes mesures,.
Les mouvements de terrains susceptibles de se produire sur la commune sont des tassements différentiels.

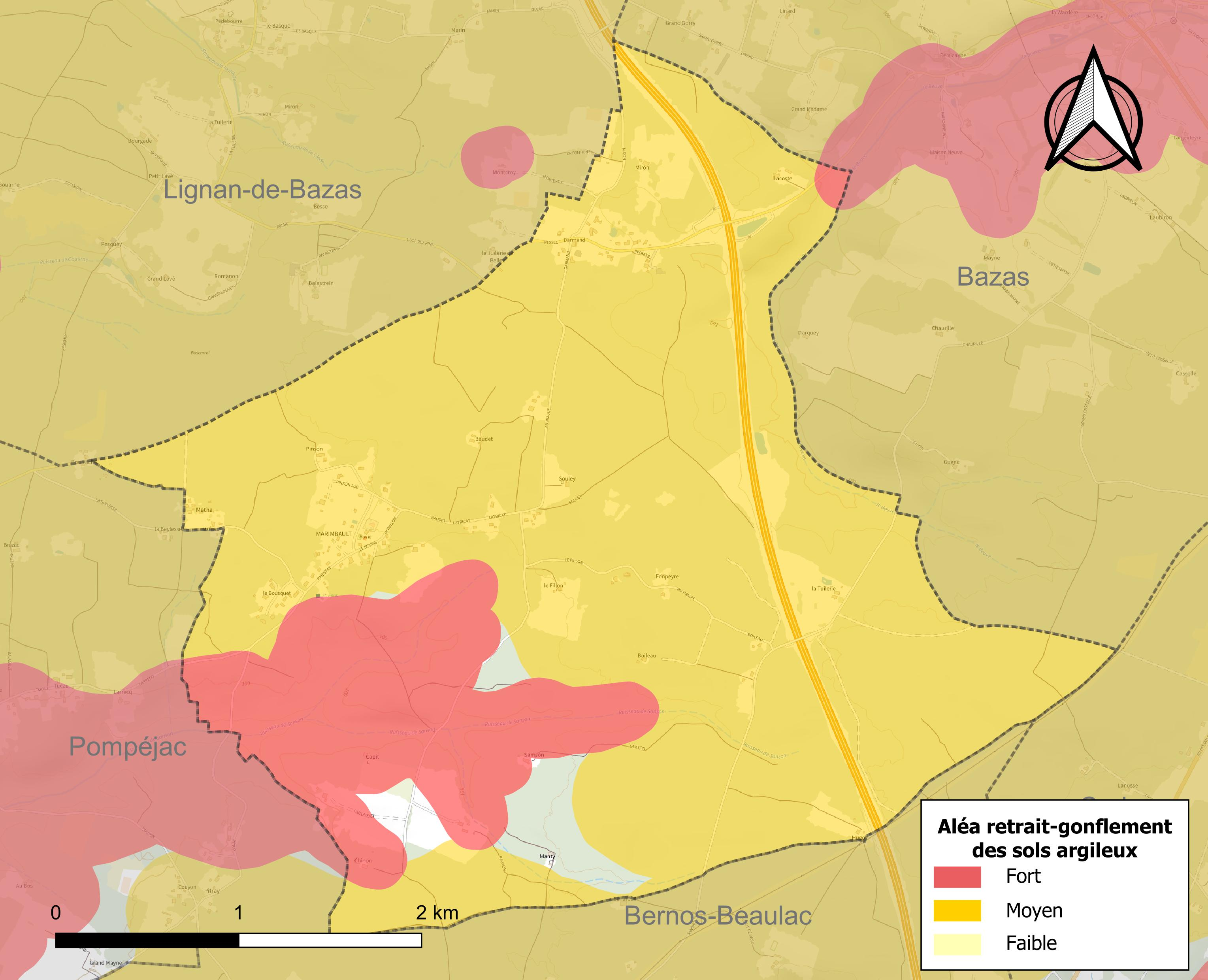
Carte des zones d'aléa retrait-gonflement des sols argileux de Marimbault.

Le retrait-gonflement des sols argileux est susceptible d'engendrer des dommages importants aux bâtiments en cas d’alternance de périodes de sécheresse et de pluie. 96,7 % de la superficie communale est en aléa moyen ou fort (67,4 % au niveau départemental et 48,5 % au niveau national). Sur les 78 bâtiments dénombrés sur la commune en 2019, 77 sont en aléa moyen ou fort, soit 99 %, à comparer aux 84 % au niveau départemental et 54 % au niveau national. Une cartographie de l'exposition du territoire national au retrait gonflement des sols argileux est disponible sur le site du BRGM,.
Par ailleurs, afin de mieux appréhender le risque d’affaissement de terrain, l'inventaire national des cavités souterraines permet de localiser celles situées sur la commune.
Concernant les mouvements de terrains, la commune a été reconnue en état de catastrophe naturelle au titre des dommages causés par la sécheresse en 1989 et 2003 et par des mouvements de terrain en 1999.

## Toponymie
Le nom de Marimbault, dont le site a été habité depuis l’Antiquité, serait la contraction de deux mots : le premier désignerait en latin une ferme ; le second, Ragimbald, étant un nom de personne germanique. On peut donc penser qu'il s'est trouvé autrefois, en ce lieu, une ferme ou un domaine de Ragimbald. D'autres recherches [Lesquelles ?] penchent pour mas (maison) et Imbal ou bault (pour le nom).

## Histoire
À la Révolution, la paroisse Saint-Vincent de Marimbault, annexe de Saint-Saturnin de Pompéjac, forme la commune de Marimbault.

## Politique et administration
| Période                                  | Période  | Identité           | Étiquette | Qualité                          |
| ---------------------------------------- | -------- | ------------------ | --------- | -------------------------------- |
| Les données manquantes sont à compléter. |          |                    |           |                                  |
| 1965                                     | 1983     | Suzanne Vannetelle |           |                                  |
| 1983                                     | 1995     | Alban Darroman     |           |                                  |
| juin 1995                                | mai 2020 | Francis Sturma     |           | Retraité de la fonction publique |
| mai 2020                                 | En cours | Sébastien Tamagnan |           |                                  |

## Démographie
En 2022, la commune de Marimbault comptait 191 habitants. À partir du XXIe siècle, les recensements réels des communes de moins de 10 000 habitants ont lieu tous les cinq ans. Les autres chiffres sont des estimations.
| 1793 | 1800 | 1806 | 1821 | 1831 | 1836 | 1841 | 1846 | 1851 |
| ---- | ---- | ---- | ---- | ---- | ---- | ---- | ---- | ---- |
| 210  | 211  | 224  | 257  | 264  | 246  | 274  | 262  | 242  |

| 1856 | 1861 | 1866 | 1872 | 1876 | 1881 | 1886 | 1891 | 1896 |
| ---- | ---- | ---- | ---- | ---- | ---- | ---- | ---- | ---- |
| 218  | 254  | 235  | 227  | 209  | 213  | 195  | 214  | 194  |

| 1901 | 1906 | 1911 | 1921 | 1926 | 1931 | 1936 | 1946 | 1954 |
| ---- | ---- | ---- | ---- | ---- | ---- | ---- | ---- | ---- |
| 179  | 179  | 173  | 168  | 142  | 125  | 105  | 100  | 99   |

| 1962 | 1968 | 1975 | 1982 | 1990 | 1999 | 2006 | 2007 | 2012 |
| ---- | ---- | ---- | ---- | ---- | ---- | ---- | ---- | ---- |
| 98   | 96   | 68   | 77   | 83   | 96   | 136  | 142  | 181  |

| 2017 | 2022 | - | - | - | - | - | - | - |
| ---- | ---- | - | - | - | - | - | - | - |
| 186  | 191  | - | - | - | - | - | - | - |

## Lieux et monuments
L’église Saint-Vincent, de style roman, remaniée à diverses époques, dépendait, dès 1188, des chanoines de Bazas. Elle présente une curieuse façade avec mâchicoulis s'appuyant sur des contreforts épais et saillants et un clocher-mur à arcade percé de baies brisées à deux auvents. Les mâchicoulis étaient particulièrement utiles dans les angles extérieurs des fortifications, apportant le feu défensif au-dessus des portes et fenêtres qui pouvaient devenir l'objet d'un assaut pour gagner l'entrée du bâtiment ; l'édifice a été classé au titre des monuments historiques en 1907 pour sa façade puis inscrit en totalité en 2007 et le clocher classé.
Au-dessus d'un contrefort, dans l'axe de l'abside, se trouve une fenêtre aujourd'hui murée.Très vraisemblablement, le sanctuaire a été construit sur l'emplacement d'une villa gallo-romaine.De nombreux restes de mosaïques du IVe siècle, aux dessins très intéressants, ont été réemployés au XVe ; récupérés, ils sont exposés au musée de Bazas.

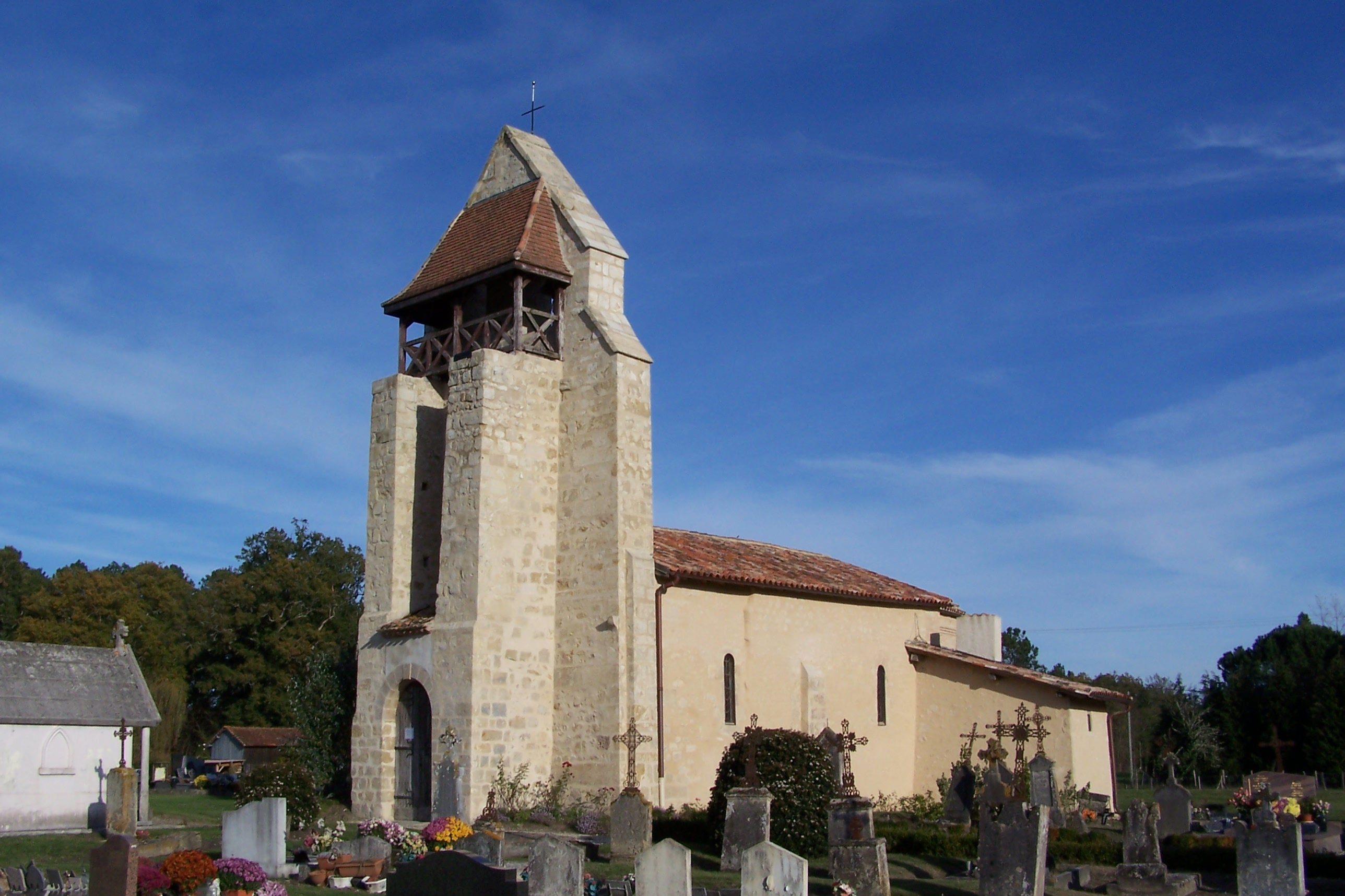
L'église Saint-Vincent (nov. 2011)
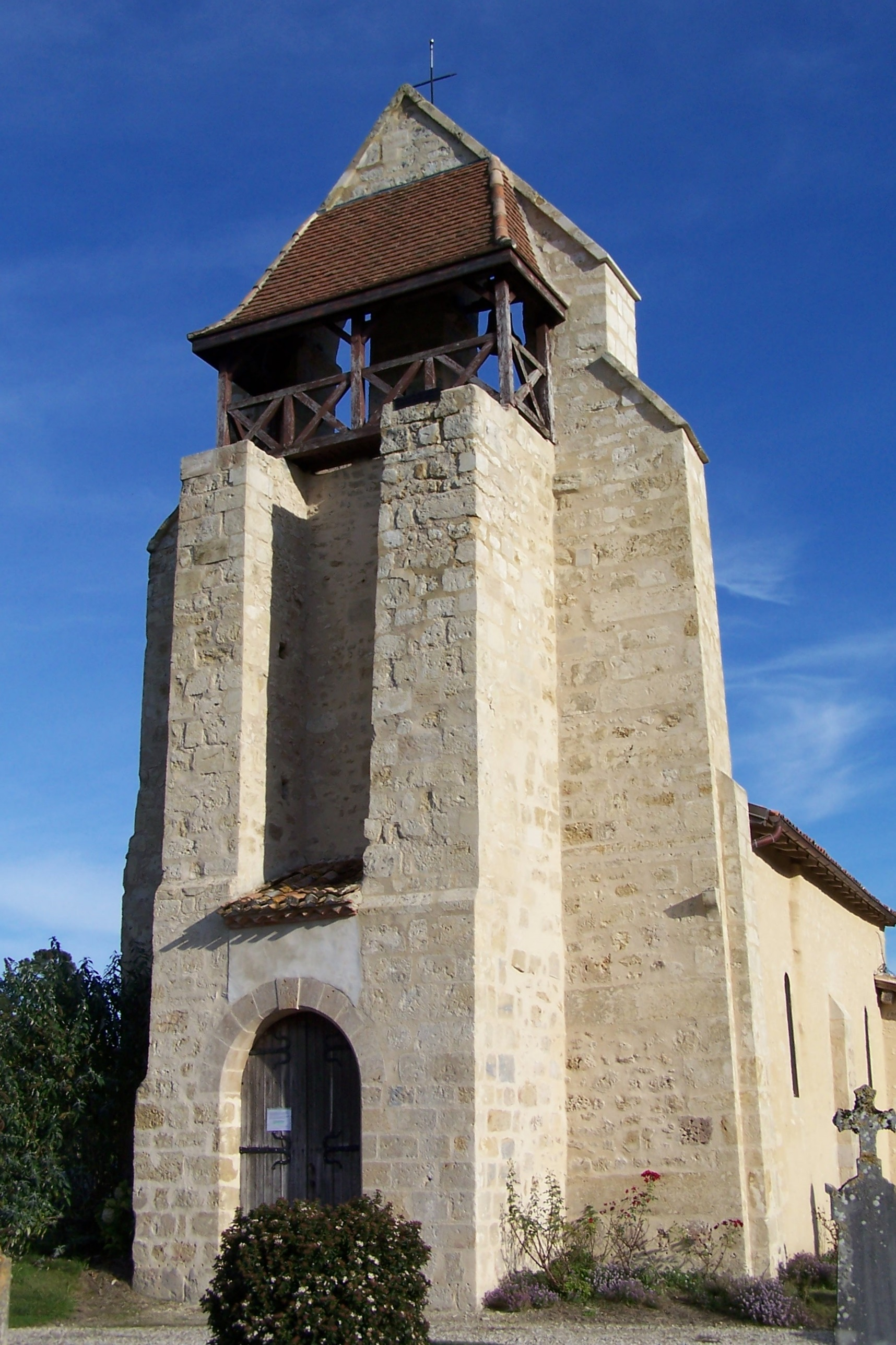
L'imposante façade ouest de l'église (nov. 2011)
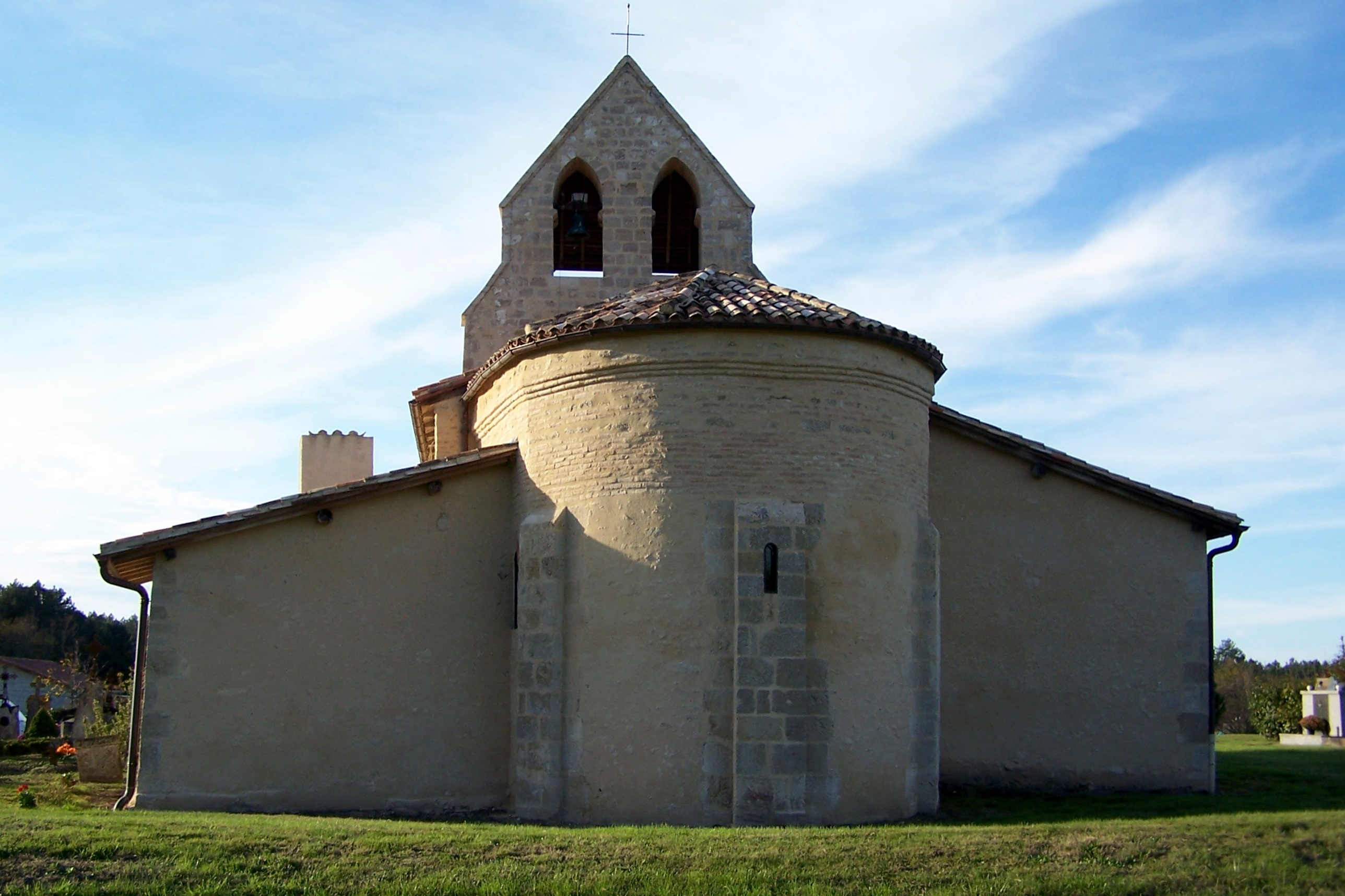
Le chevet de l'église (nov. 2011)
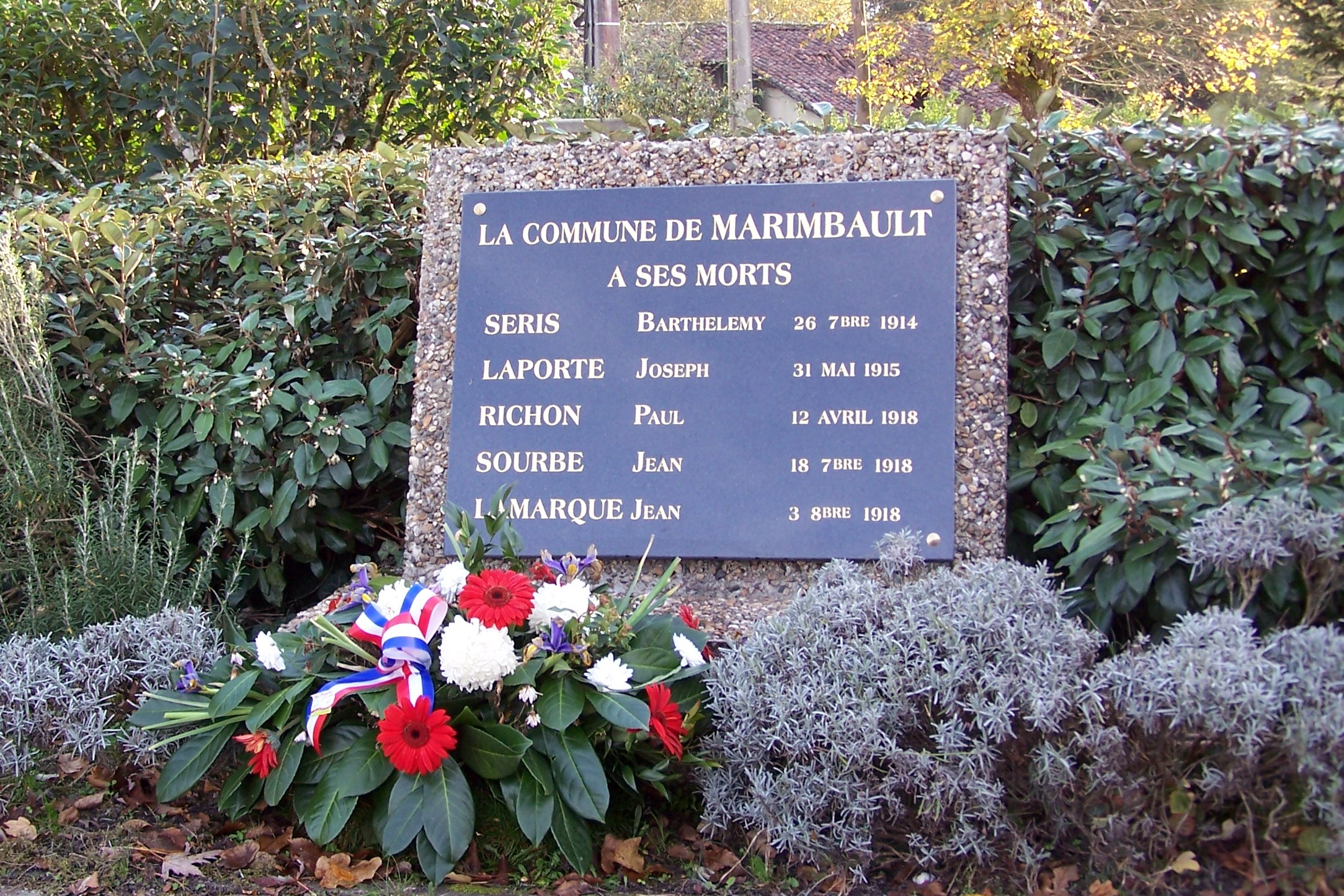
Stèle aux morts près de la mairie (nov. 2011)

### Marimbault dans la littérature
Marimbault est cité dans le poème d’Aragon, Le conscrit des cent villages, écrit comme acte de Résistance intellectuelle de manière clandestine au printemps 1943, pendant la Seconde Guerre mondiale.

## Vie locale
De nombreux bois de résineux et de feuillus font de Marimbault un lieu de calme et de repos idéal pour des vacances au grand air mais surtout pour la vie de tous les jours.
Ainsi, après avoir comme beaucoup de villages vécu la désertification, Marimbault voit nombre de constructions nouvelles. Ces nouveaux habitants rajeunissent l'âge moyen de la population.
Une fête du village se déroule tous les ans, le dernier week-end d'août.